# Ruth Hubbard
Ruth Hubbard (nascuda Hoffmann, 3 de març de 1924 – 1 de setembre de 2016) va ser una professora de biologia a la Universitat Harvard, on va ser la primera dona que va ocupar una plaça de professora titular de biologia.

## Biografia
El 1924, Ruth Hoffmann va néixer a Viena, Àustria i va escapar del nazisme quan era adolescent. Amb la seva família, es van traslladar a l'àrea de Boston on va esdevenir biòloga. Es va graduar al Radcliffe College el 1944 en ciències bioquímiques. Va estar casada amb Franc Hubbard del 1942 al 1951.
Com a becària de recerca a Harvard en els anys posteriors a la Segona Guerra Mundial, va treballar per George Wald, investigant la bioquímica del retinal i del retinol. El 1950 va obtenir un doctorat en biologia a Radcliffe, i el 1952, una beca Guggenheim al Laboratori Carlsberg a Copenhaguen, Dinamarca.
Durant la seva activa carrera de recerca des dels 1940s als 1960s, va fer contribucions importants a la comprensió de la bioquímica i la fotoquímica de la visió en vertebrats i invertebrats. El 1967, ella i Wald va compartir la Medalla Paul Karrer per la seva feina en aquesta àrea.
Ella i Wald es van casar el 1958 i van tenir un fill, músic i historiador de música Elijah Wald, i una filla advocada, Deborah Wald.
El 1967 Wald va compartir el premi Nobel de Fisiologia o Medicina per les seves descobertes sobre el funcionament de l'ull.

## Resum de contribucions científiques
Hubbard va fer moltes contribucions importants a les ciències visuals però de totes la més important va ser explicar que l'excitació visual s'inicia per una redisposició química del pigment visual (rodopsina) que s'anomena una isomerització cis-trans. Va mostrar que aquesta és l'única acció directa de la llum en el sistema visual. També va identificar l'intermedi específic en el cicle visual (anomenat metarodopsina2) que condueix a una allau d'efectes, que culminen en una senyal neuronal al cervell activada per la llum. Hubbard també va descriure el blanqueig i resintesi de la molècula de rodopsina cada cop que un fotó és absorbit. També va descobrir la isomerasa retinal (ara anomenada RPE65 (Retinal pigment epithelium-specific 65 kDa protein). També va estudiar els pigments visuals de diverses noves espècies. La seva feina primerenca va estar enfocada a les propietats bàsiques de la rodopsina, que és una combinació del cromòfor (retinal) i una proteïna anomenada opsina, que és reutilitzada en la resintesi de la rodopsina.
Hubbard va publicar com a mínim 31 articles científics dedicats a la visió. Com el seu marit, es va mantenir científicament activa fins al 1975, aproximadament, i va fer una presentació científica excel·lent de la feina del seu marit en un simposi en el seu honor. George Wald era 18 anys més gran que ella i va morir el 1996.

## Activisme social i polític
A finals dels 1960s i els 1970s, els interessos d'Hubbard es van desplaçar de la recerca científica cap a assumptes socials i polítics. En el seu llibre La Política de la biologia de les dones, va escriure que ella havia estat una "científica devota" del 1947 fins finals dels 1960s, però la Guerra de Vietnam i el moviment d'alliberament de les dones li van fer canviar les seves prioritats. També, després de ser promoguda el 1973 des del que anomenava "el ghetto típic de les dones" de posicions d'ajudant o lectora a un lloc de professora titular de facultat a Harvard, es va sentir més lliure per perseguir nous interessos.

Va esdevenir una reconeguda crítica a la sociobiologia. El genetista Richard Lewontin ha dit, "Ningú ha estat una crítica més influent de la teoria biològica de la desigualtat de les dones que Ruth Hubbard." En un assaig de 2006 titulat "Raça i Gens" va escriure: 
| « | Va més enllà de la comprensió, en aquest segle que ha estat testimoni de l'holocaust d'extermini ètnic, racial i religios en moltes parts del nostre planeta, a les mans dels pobles de molt diferents afiliacions i creences culturals i polítiques, que persones educades -estudiosos i divulgadors igualment- poden posar-se a discutir, amb una completa innocència i amb la ignorància de la nostra història recent, que res podia ser més interessant i valuós que determinar les components "racials" i "ètniques" de la nostra espècie amb la finalitat de determinar la identitat de l'arrel de tots i cadascun de nosaltres. I on buscar aquesta identitat si no està en els nostres gens? | » |

### Comentari sobre gènere i ciència
En el seu assaig "Ciència i Crítica de la Ciència", que va publicar el 2001 com un capítol de The Gender and Science Reader, Hubbard itera que és una científica i declara que "la natura és part de la història i la cultura", però no viceversa. Ella continua dient que els científics són en gran manera incapaços de comprendre el concepte de la naturalesa com a part de la vida --- observant com ella va necessitar diversos anys per entendre la declaració.Entrant en la història de la ciència, el narrador esmenta com ella originalment mai va qüestionar com els seus esforços encaixaven en la societat. La concentració dels seus focus d'atenció cap a la guerra del Vietnam i els moviments d'alliberament de les dones la van ajudar a ensenyar les funcions de la ciència en la societat.
Segueix endavant amb els diversos mitjans de debat per a ambdues parts. Un cas notable dels homes és quan reviuen diverses teories biològiques velles i infundades sobre la dona per justificar les posicions subordinades típiques del gènere femení. Hubbard fins i tot es refereix als mitjans de debat com "nous aires" en les velles teories i hipòtesis. Exposa les qüestions que giren al voltant de la igualtat de gènere fixant la seva atenció en la forma en què ella i els seus col·legues de sobte va començar a obtenir un ascens des de les seves posicions "gueto" de laboratori a l'assoliment de títols adequats. Ella insisteix que "el tema de la biologia de les dones és profundament polític", amb el desig d'anar més enllà "de la definició de [les dones en el seu conjunt] com a víctimes del poder i la dominació masculina", i empeny les dones de tot el món a mostrar la independència i la individualitat, enlloc d'acceptar i abraçar la biologia que s'utilitza de forma contínua pels homes per debilitar. A continuació es parla de d'activistes de la salut de les dones per re-educar les dones sobre les funcions del seu cos i va a animar a les dones a usar la reeducació per arribar a un gran poder mitjançant l'eliminació dels punts de suport de la desinformació masculina i la tergiversació del seu cossos.
L'assaig afirma que les dones científiques. finalment i paradoxalment. han d'allunyar-se de les ciències per fer valer la seva posició contra la supremacia masculina oposada a moltes dones i poetes feministes, novel·listes, i artistes que poden il·lustrar els seus punts fàcilment i amb claredat.
L'autora proposa que les qüestions al voltant dels drets de les dones s'han d'impulsar i col·locar sota el focus públic. Després de mostrar com la ciència s'integra en la cultura, ho exemplifica ressaltant la prominència de termes biològics en la terminologia històrica i seductorament assenyala la tendència biològica de col·locar la humanitat per sobre de tots els altres animals --- no molt diferent de com els homes veuen a les dones i el seu desig per la igualtat. Es planteja la qüestió de si les dones poden millorar les ciències i fa un intent de posar de manifest la seva creença que les dones poden tenir un impacte. Hubbard tanca dient que els científics no volen que el seu treball sigui oblidat i perdut, i que ella fa costat al feminisme per la penetració política i la comprovació analítica de les hipòtesis científiques sobre les dones.